# Округ Макферсон (Канзас)
Округ Макферсон (енгл. McPherson County) је округ у америчкој савезној држави Канзас. По попису из 2010. године број становника је 29.180. Седиште округа је град Макферсон.

## Демографија
Према попису становништва из 2010. у округу је живело 29.180 становника, што је 374 (1,3%) становника мање него 2000. године.
| Група             | 2000.          | 2010.          |
| Белци             | 28.240 (95,6%) | 27.176 (93,1%) |
| Афроамериканци    | 240 (0,8%)     | 294 (1,0%)     |
| Азијати           | 95 (0,3%)      | 147 (0,5%)     |
| Хиспаноамериканци | 573 (1,9%)     | 1.025 (3,5%)   |
| Укупно            | 29.554         | 29.180         |